# Atrichopleura cana
Atrichopleura cana är en tvåvingeart som beskrevs av Collin 1933. Atrichopleura cana ingår i släktet Atrichopleura och familjen dansflugor. Inga underarter finns listade i Catalogue of Life.